# Philippe Étienne Lafosse
Philippe Étienne Lafosse (ur. ok. 1740 w Montataire, zm. w 1820 w Villeneuve-sur-Yonne) – francuski lekarz weterynarii. Autor prac dotyczących leczenia chorób zwierząt hodowlanych, między innymi nosacizny u koni.
Lafosse szczególnie wiele uwagi poświęcał w swoich pracach koniom. Wiązało się to z tym, że konie pełniły w tamtym czasie bardzo ważne funkcje gospodarcze. Były podstawowym środkiem transportu, były także wykorzystywane w armii na szeroką skalę. Lafosse pisał na temat ich anatomii, leczeniu chorób oraz opiece nad nimi.